# Eburodacrys eurytibialis
Eburodacrys eurytibialis es una especie de escarabajo longicornio del género Eburodacrys, tribu Eburiini, subfamilia Cerambycinae. Fue descrita científicamente por Monné & Martins en 1992.

## Descripción
Mide 11-13,8 milímetros de longitud.

## Distribución
Se distribuye por Brasil.